# Chalciporus
Chalciporus là một chi nấm thuộc họ Boletaceae (phân bộ Boletineae).

## Các loài
- Chalciporus africanus
- Chalciporus amarellus
- Chalciporus aurantiacus
- Chalciporus cervinococcineus
- Chalciporus chontae – Costa Rica
- Chalciporus griseus
- Chalciporus luteopurpureus
- Chalciporus phaseolisporus
- Chalciporus phlebopoides
- Chalciporus pierrhuguesii
- Chalciporus piperatoides
- Chalciporus piperatus
- Chalciporus piperolamellatus
- Chalciporus pseudorubinellus – Colombia
- Chalciporus radiatus – southern China
- Chalciporus rubinellus
- Chalciporus rubinus
- Chalciporus subflammeus
- Chalciporus virescens